# Телеканалы Казахстана

Ниже представлен актуальный список телеканалов, зарегистрированных в соответствии с законодательством Республики Казахстан или созданных казахстанскими юридическими лицами. Список включает каналы доступные на большей части территории Казахстана, а также каналы регионального значения.
Для удобства пользования список разбит на таблицы по категориям, внутри каждой таблицы элементы отсортированы по умолчанию в алфавитном порядке (сначала цифровые обозначения, затем буквы английского алфавита и, наконец, буквы казахского кириллического алфавита).
Везде, если не указано иное, языки вещания телеканалов — казахский, русский

## Цифровое и эфирное телевидение
- Пакет телеканалов DVB-T2 Первый мультиплекс Казахстана включает:1.«Qazaqstan», 2.«Хабар», 3.«24KZ», 4.«Balapan», 5.«ABAI TV», 6.«QAZSPORT», 7.«Первый канал Евразия», 8.«Astana TV», 9.«КТК»
- Пакет телеканалов DVB-T2 Второй мультиплекс Казахстана включает:10.«Мир», 11.«НТК», 12.«Седьмой канал», 13.«31 канал», 14. отключен канала, 15.«Almaty TV», 16.«MuzLife», 17.«Gakku TV», 18.«Talim TV»,
- Пакет телеканалов DVB-T2 Третий мультиплекс Казахстана включает:19.«Новое Телевидение», 20.«Qazaqstan», 21.«Твоё ТВ», 22.«MuzZone», 23. ТДК-42, 24.«ATAMEKEN BUSINESS», 25.«Jibek joly», 26.«Jastar1»
- 27.Региональный канал
- 28.Региональный канал
- 29.Региональный канал
- 30.Телеканал "РТС-Химки"

Пакет телеканалов DVB-T2  Дополнительный мультиплекс Казахстана включает:
- «Alatau»
- «Dombyra»
- «Munara TV»
- «Той Думан»
- «Тұран-ТВ»
- «ZhETYSU»
- ALTAY
- AKZhAYYK
- AKTOBE
- TURKESTAN
- ATYRAU
- ZhAMBYL
- ERTiS
- MANGYSTAU
- KOKShE
- KYZYLZhAR
- KOSTANAY
- KYZYLORDA
- SARYARKA
- SEMEY
- ONTUSiK
- МТРК
- Caspian News
- Mир 24
- Hit TV
- Первый Северный
- 5 канал Караганда

Пакет телеканалов DVB-T2 Последний мультиплекс Казахстана включает:
- Ирбис ТВ
- Алау ТВ
- Большая пятница (Казахстан)
- Отырар-TV
- Рика ТВ
- ТВ-Азия
- Камеди Казахстан
- Setanta Sports KZ
- Sport+Kazakhstan
- Q League
- Q Arena
- Ulytau
- Первый Карагандинский
- Семейный Теле Сигнал
- Развлекательное ТВ
- Домашний Очаг
- Dostyq TV
- Bilim TV
- Уақыт TV
- KÓKTEM
- SHOW KZ
- Кино Боевик
- Премиум Кино
- Мировое Кино
- Семейное Кино
- Кино Драма
- Кино Сериал

## Каналы мультиплексов эфирного цифрового ТВ
Эти каналы вещаются в мультиплексах DVB-T2 MPEG-4 с применением СУД Irdeto и Videoguard на радиотелевизионных передающих станциях (РТС) национального оператора эфирного цифрового телевидения АО «Казтелерадио».
20 июня 2016 года Национальным оператором в области телерадиовещания АО «Казтелерадио» проведены работы по отключению системы условного доступа (далее — СУД) к каналам свободного доступа, ранее введенной в целях кодирования сигнала цифрового эфирного телевидения.
Приоритетом по включению в мультиплексы эфирного цифрового ТВ обладают, при прочих равных условиях и принимая во внимание перечень обязательных каналов, в порядке очерёдности:
1. Государственные общенациональные телеканалы
2. Региональные государственные и частные телеканалы
3. Частные (коммерческие) общенациональные телеканалы

### Областные центры, городаАстаныиАлма-Атыи их окрестности
Для РТС областных центров, городов Астаны и Алма-Аты предназначен «большой» (занимающий два частотных канала) мультиплекс эфирного цифрового ТВ на 30 эквивалентных каналов SD. Список каналов приводится в порядке, заданном оператором.
1. Qazaqstan
2. Хабар
3. KZ 24
4. Balapan
5. El Arna
6. QazSport
7. Первый канал Евразия
8. Astana TV
9. КТК
10. Мир
11. НТК
12. Седьмой канал
13. 31 канал
14. Отключен канала.
15. Телеканал "Almaty"
16. MuzLife
17. Gakku TV
18. Talim TV
19. Новое Телевидение
20. .«Qazaqstan»
21. Твоё ТВ
22. MuzZone
23. ТДК-42
24. Atameken Business Channel
25. «Jibek joly»
26. «Jastar1»

### Прочие населённые пункты и их окрестности
Для РТС прочих населённых пунктов предназначен «малый» (занимающий один частотный канал) мультиплекс эфирного цифрового ТВ на 15 каналов SD, состоящий из обязательных телеканалов. Список каналов приводится в порядке, заданном оператором.
1. Qazaqstan
2. Хабар
3. KZ 24
4. Balapan
5. El Arna
6. QazSport
7. Первый канал Евразия
8. Astana TV
9. КТК
10. Мир
11. НТК
12. Седьмой канал
13. 31 канал

#### Закрытые каналы районы и области Казахстана
1. Раисовское Телевидение
2. Другие районы и области Казахстана[7]

## Каналы общенационального распространения (обязательные, свободного доступа)
Эти каналы при многоканальном вещании подлежат распространению на всей территории Республики Казахстан в обязательном порядке.
| №  | Название             | Учредитель                              | Место нахождения | Открыто                                                                       | Закрыто                                                                    | Тематика                        | Языки вещания      | Время вещания | Онлайн- вещание | Сайт |
| -- | -------------------- | --------------------------------------- | ---------------- | ----------------------------------------------------------------------------- | -------------------------------------------------------------------------- | ------------------------------- | ------------------ | ------------- | --------------- | ---- |
| 1  | Qazaqstan            | АО «РТРК „Казахстан“»                   | Астана           | 8 марта 1958 года                                                             |                                                                            | универсальный                   | казахский          | 24/7          | ,               | есть |
| 2  | Хабар                | АО «Агентство „Хабар“»                  | Астана           | 23 октября 1995 года                                                          |                                                                            | универсальный                   | казахский, русский | 20/7          | ,               | есть |
| 3  | 24KZ                 | АО «Агентство „Хабар“»                  | Астана           | 1 сентября 2012 года                                                          |                                                                            | информационный                  | казахский, русский | 24/7          |                 | есть |
| 4  | Balapan              | АО «РТРК „Казахстан“»                   | Астана           | 27 сентября 2010 года                                                         |                                                                            | детский                         | казахский          | 18/7          | ,               | есть |
| 5  | Abai TV              | АО «РТРК „Казахстан“»                   | Астана           | 30 июня 2020 года                                                             |                                                                            | культурно-просветительский      | казахский, русский | 18/7          |                 | есть |
| 6  | Qazsport             | АО «РТРК „Казахстан“»                   | Астана           | 1 июля 2013 года                                                              |                                                                            | спортивный                      | казахский, русский | 24/7          |                 | есть |
| 7  | Jibek joly           | РГП на ПХВ «ТРК Президента РК»          | Астана           | 1 сентября 2022 года                                                          |                                                                            | информационный, развлекательный | казахский, русский | 20/7          |                 | есть |
| 8  | Мир                  | НФ ЗАО МТРК «Мир» в РК                  | Астана, Москва   | 1 сентября 2003 года                                                          |                                                                            | универсальный                   | русский            | 24/7          | ,               | есть |
| 9  | Astana TV            | ТОО «Телевидение г. Астана»             | Астана           | 1 марта 1993 года                                                             |                                                                            | универсальный                   | казахский, русский |               |                 | есть |
| 10 | Almaty TV            | АО «ТРК „Almaty“»                       | Алматы           | 6 июля 2000 года                                                              |                                                                            | универсальный                   | казахский, русский | 24/7          |                 | есть |
| 11 | Первый канал Евразия | ТОО «Евразия+ОРТ»                       | Астана           | 10 ноября 1997 года                                                           |                                                                            | универсальный                   | казахский, русский | 23/7          |                 | есть |
| 12 | КТК                  | АО «Коммерческий Телевизионный Канал»   | Алматы           | 20 февраля 1991 года                                                          |                                                                            | информационный, развлекательный | казахский, русский | 24/7          | ,               | есть |
| 13 | 31 канал             | ТОО «ТРК „31 канал“»                    | Алматы           | 12 апреля 1993 года                                                           |                                                                            | информационный, развлекательный | казахский, русский | 24/7          |                 | есть |
| 14 | Седьмой канал        | ТОО «Телекомпания „Эра“»                | Астана           | 9 сентября 2009 года                                                          |                                                                            | развлекательный                 | казахский, русский | 24/7          |                 | есть |
| 15 | El Arna              | АО «Агентство „Хабар“»                  | Астана           | 22 марта 2000 года (эфирное вещание) 27 марта 2017 года (спутниковое вещание) | 18 марта 2014 года (эфирное вещание) 1 мая 2025 года (спутниковое вещание) | фильмовый                       | казахский, русский | 24/7          |                 | есть |
| 16 | Atameken Business    | TOO «MEDIA HOLDING „ATAMEKEN BUSINESS“» | Астана           | 1 декабря 2016 года                                                           |                                                                            | информационный                  | казахский, русский | 24/7          |                 | есть |
| 17 | НТК                  | ТОО «Независимый Телевизионный Канал»   | Алматы           | 1 сентября 1997 года                                                          |                                                                            | развлекательный                 | казахский, русский | 21/7          |                 | есть |
| 18 | Alatau               | Телекомпания Alatau                     | Алматы           | 3 апреля 1995 года                                                            |                                                                            | информационный,развлекательный  | казахский, русский | 17/7          |                 | есть |

## Каналы общенационального распространения (не являющиеся обязательными, свободного доступа)
Эти каналы распространяются в более чем одном регионе на эфирных аналоговых частотах, в эфирных цифровых мультиплексах национального оператора, по сети iD TV, по национальному спутниковому телевидению OTAU TV, других спутниковых платформах и кабельных сетях.
| Название          | Учредитель                               | Место нахождения | Открыто              | Закрыто           | Тематика                              | Языки вещания                  | Время вещания | Онлайн- вещание       | Сайт |
| ----------------- | ---------------------------------------- | ---------------- | -------------------- | ----------------- | ------------------------------------- | ------------------------------ | ------------- | --------------------- | ---- |
| Мир 24            | НФ ЗАО МТРК «Мир» в РК                   | Астана, Москва   | 1 января 2013 года   |                   | информационный                        | русский                        | 24/7          |                       | есть |
| Munara TV         | ТОО «MUNARA Media Group», ДУМ Казахстана | Астана           | 20 июля 2021 года    |                   | исламский религиозно-просветительский | казахский                      |               |                       | нет  |
| Turan TV          | ТОО «Тұран ТВ»                           | Алматы           | 2014 год             |                   | позновательный                        | казахский, русский             | 24/7          |                       | есть |
| Gakku TV          | ТОО «Gakku Media»                        | Алматы           | 24 июня 2014 год     | 1 марта 2025 года | музыкальный                           | казахский, русский             |               |                       | есть |
| Той Думан         | ТОО «Той Думан»                          | Алматы           | 15 августа 2016 год  |                   | музыкальный                           | казахский                      |               |                       | есть |
| Hit TV            | ТОО «ТРК „Shahar“»                       | Алматы           | 9 октября 1996 года  |                   | семейный, развлекательный             | казахский, русский             | 24/7          | (недоступная ссылка), | есть |
| MuzZone           | «Медиагруппа „ТАН“»                      | Алматы           | 2006 год             |                   | музыкальный                           | казахский, русский             | 24/7          |                       | есть |
| Setanta Қазақстан | ТОО «Эра-ТВ» и «Setanta Sports»          | Астана , Дублин  | 2016 год             |                   | спортивный                            | казахский, русский, английский |               |                       |      |
| Алау-ТВ           | ТОО «Алау-ТВ»                            | Костанай         | 15 марта 1993 года   |                   | информационный, развлекательный       | казахский, русский             | 24/7          |                       | есть |
| Talim TV          | ТОО «Студия „Асыл арна“»                 | Алматы           | 2021г.               |                   | исламский религиозно-просветительский | казахский, русский             |               |                       | есть |
| Жетысу            | ТОО «Телеканал „Жетысу“»                 | Талдыкорган      | 28 апреля 1999 года  |                   | универсальный                         | казахский, русский             | 24/7          |                       | есть |
| Новое Телевидение | ТОО «Компания „TV-арт“»                  | Караганда        | осень 2009 года      |                   | информационный, развлекательный       | казахский, русский             | 24/7          |                       | есть |
| ТДК-42            | ТОО «ПСП „Серик“»                        | Уральск          | 21 августа 1998 года |                   | информационный, развлекательный       | казахский, русский             |               |                       | есть |
| Твоё ТВ           | ТОО «Телекомпания ТВ-29»                 | Темиртау         | 11 апреля 2014 года  |                   | информационный, развлекательный       | казахский, русский             | 24/7          |                       |      |

### Телеканалы областных филиалов АО «РТРК „Казахстан“[каз.]»
| Название  | Место нахождения | Тематика      | Языки вещания                 | Время вещания | Онлайн- вещание | Сайт |
| --------- | ---------------- | ------------- | ----------------------------- | ------------- | --------------- | ---- |
| MANGYSTAÝ | Актау            | универсальный | казахский, русский            | 14/7          |                 | есть |
| AQTOBE    | Актобе           | универсальный | казахский, русский            | 14/7          |                 | есть |
| ATYRAÝ    | Атырау           | универсальный | казахский, русский            | 17/7          |                 | есть |
| KÓKSHE    | Кокшетау         | универсальный | казахский, русский            | 14/7          |                 | есть |
| SARYARQA  | Караганда        | универсальный | казахский, русский            | 14/7          |                 | есть |
| QOSTANAI  | Костанай         | универсальный | казахский, русский            | 14/7          |                 | есть |
| QYZYLORDA | Кызылорда        | универсальный | казахский, русский            | 14/7          |                 | есть |
| AQJAIYQ   | Уральск          | универсальный | казахский, русский            | 14/7          |                 | есть |
| ALTAI     | Усть-Каменогорск | универсальный | казахский, русский            | 18/7          |                 | есть |
| ERTIS     | Павлодар         | универсальный | казахский, русский            | 14/7          |                 | есть |
| QYZYLJAR  | Петропавловск    | универсальный | казахский, русский            | 17/7          |                 | есть |
| JAMBYL    | Тараз            | универсальный | казахский, русский            | 14/7          |                 | есть |
| OŃTÚSTIK  | Шымкент          | универсальный | казахский, русский, узбекский | 14/7          |                 | есть |

## Каналы регионального распространения (свободного доступа)
Эти каналы распространяются в пределах одного региона или части региона на эфирных аналоговых частотах, в эфирных цифровых мультиплексах национального оператора и кабельных сетях.
| Название              | Учредитель                     | Территория вещания                          | Тематика                                   | Языки вещания                | Время вещания | Онлайн- вещание | Сайт |
| --------------------- | ------------------------------ | ------------------------------------------- | ------------------------------------------ | ---------------------------- | ------------- | --------------- | ---- |
| 5 канал               | ТОО «5 канал — KZ»             | Караганда                                   | информационный, развлекательный            | казахский, русский           | 24/7          |                 | есть |
| ТВ-29                 | ТОО «Телекомпания „ТВ-29“»     | Темиртау                                    | информационный, развлекательный            | казахский, русский           | 24/7          |                 |      |
| Айғақ                 | ТРК «Айғақ»                    | Шымкент                                     | информационный, развлекательный            | казахский, русский, турецкий | 12/7          |                 |      |
| Alatau                | Телекомпания Alatau            | Алматы                                      | информационный,развлекательный             | казахский, русский           | 17/7          |                 | есть |
| Арай-Плюс             | ТОО «Арай-Плюс»                | Талдыкорган                                 | информационный, развлекательный            |                              |               |                 | есть |
| Арыс толқындары       | ТОО «Арыс толқындары»          | Арысь                                       | информационный, развлекательный            | казахский                    | 14/7          |                 |      |
| Ulytau                | ТОО "ОТРК «ULYTAU»"            | Жезказган                                   | информационный, развлекательный            | казахский, русский           | 24/7          |                 | есть |
| КТК-7                 |                                | Павлодар                                    | информационный, развлекательный            |                              |               |                 |      |
| Қоғам                 |                                | Кызылорда                                   | информационный, развлекательный            |                              |               |                 |      |
| МТРК Петропавловск    | КГП «МТРК акимата СКО, МКИ РК» | Петропавловск                               | информационный, развлекательный            |                              |               |                 | есть |
| Новое Телевидение     | ТОО «Компания „TV-арт“»        | Караганда                                   | информационный, развлекательный            | казахский, русский           |               |                 | есть |
| Первый Карагандинский | ТОО «ТРК „Караганда“»          | Караганды                                   | информационный, развлекательный            | казахский, русский           |               |                 | есть |
| Первый Северный       | ТОО «Carat-Прогноз»            | Петропавловск                               | информационный, развлекательный            | казахский, русский           |               |                 | есть |
| Рика-ТВ               | ТОО «Телекомпания „РИКА-ТВ“»   | Актобе                                      | информационный, развлекательный            | казахский, русский           | 24/7          |                 | есть |
| Сайрам ақшамы         | ТОО «Сайрам ақшамы»            | Аксукент                                    | информационный, развлекательный            | казахский, узбекский         | 14/7          |                 |      |
| Санұр                 |                                | Жетысай                                     | информационный, развлекательный            | казахский                    | 14/7          |                 |      |
| Сәт                   |                                | Сарыагаш                                    | информационный, развлекательный            | казахский                    | 14/7          |                 |      |
| ТДК-42                | ТОО «ПСП „Серик“»              | Уральск                                     | информационный, развлекательный            | казахский, русский           | 24/7          |                 | есть |
| Caspian News          |                                | Атырау \|\| информационный, развлекательный | казахский, русский \|\| 24/7 \|\| \|\|есть |                              |               |                 |      |

## Каналы местного распространения
Эти каналы распространяются в пределах одного населённого пункта (района) и окрестностях на эфирных аналоговых частотах и кабельных сетях.
| Название                             | Учредитель                                      | Территория вещания | Тематика                        | Языки вещания      | Время вещания | Онлайн- вещание | Сайт |
| ------------------------------------ | ----------------------------------------------- | ------------------ | ------------------------------- | ------------------ | ------------- | --------------- | ---- |
| ALVA TV                              | ТОО «БКЦ „АЛВА“»                                | Зыряновск          | информационный, развлекательный |                    |               |                 | есть |
| Акцент                               | ТОО «Лисаковское телевидение „Акцент“»          | Лисаковск          | информационный, развлекательный |                    |               |                 |      |
| Арқалық теледидары                   | ГКП «Аркалыкское городское телевидение и радио» | Аркалык            | информационный, развлекательный |                    |               |                 |      |
| Арта ТВ                              | ТОО «Арта»                                      | Экибастуз          | информационный, развлекательный |                    |               |                 | есть |
| Әл-Фараби                            |                                                 | Шаульдер           | информационный, развлекательный |                    | 12/7          |                 |      |
| Икар ТВ                              | ТОО «Телескоп»                                  | Кентау             | информационный, развлекательный |                    | 6/7           |                 |      |
| Ирбис ТВ                             | ТОО «РИА „Арна“»                                | Павлодар           | информационный, развлекательный |                    |               |                 |      |
| Миг ТВ                               | ТОО «Миг»                                       | Талгар             | информационный, развлекательный |                    |               |                 | есть |
| Оркен Медиа                          | ТОО «Оркен-Media»                               | Балхаш             | информационный, развлекательный | казахский, русский | 24/7          |                 | есть |
| ОТРК Кызылорда                       | ТОО «Общественная ТРК „Кызылорда“»              | Кызылорда          | информационный, развлекательный |                    |               |                 |      |
| Отырар-TV                            | ТОО «Собкор»                                    | Шымкент            | информационный, развлекательный | казахский, русский | 24/7          |                 | есть |
| Первый Северный                      | ТОО «Информцентр»                               | Петропавловск      | информационный, развлекательный |                    | 24/7          |                 | есть |
| Раисовское телевидение               |                                                 | Раисовка           | информационный, развлекательный |                    |               |                 |      |
| Рудный дауысы                        | ТРК «Рудный дауысы»                             | Рудный             | информационный, развлекательный |                    |               |                 |      |
| Сфера                                | ТОО «ТРК „Сфера“»                               | Темиртау           | информационный, развлекательный |                    | 21/7          |                 | есть |
| ТВК-6                                | ТОО «Байуаков ТВК-6»                            | Семей              | информационный, развлекательный |                    |               |                 |      |
| TURAN-TURKESTAN                      | ТОО «Тұран Түркістан»                           | Туркестан          | информационный, развлекательный | казахский          | 16/7          |                 |      |
| Экибастузская городская телекомпания | ГУ «Экибастузская городская телекомпания»       | Экибастуз          | информационный, развлекательный |                    |               |                 |      |

### Мультиплекс DVB-T в г. Темиртау
Эти каналы передаются в эфирном мультиплексе DVB-T MPEG-2 ТОО «Телекомпания „43 канал“» в г. Темиртау. На частоте, кроме вещания собственного телеканала 43 канал, передаёт пакет платных телеканалов с применением СУД Conax. ТОО «Телекомпания „43 канал“» является первым оператором цифрового телевидения в Казахстане работающим на регулярной основе.
| Название | Учредитель                    | Территория вещания | Тематика                        | Языки вещания | Время вещания | Онлайн- вещание | Сайт |
| -------- | ----------------------------- | ------------------ | ------------------------------- | ------------- | ------------- | --------------- | ---- |
| 43 канал | ТОО «Телекомпания „43 канал“» | Темиртау           | информационный, развлекательный |               |               |                 |      |

## Каналы спутникового распространения
Эти каналы распространяются только на спутниковых платформах и кабельных сетях.
| Название | Учредитель            | Место нахождения | Тематика                                 | Языки вещания       | Время вещания | Онлайн- вещание | Сайт |
| -------- | --------------------- | ---------------- | ---------------------------------------- | ------------------- | ------------- | --------------- | ---- |
| CNL      | Церковь «Новая жизнь» | Алматы           | христианский религиозно-просветительский | русский, украинский | 24/7          |                 | есть |
| Нау ТВ   | ТОО «Жарык»           | Алматы           | развлекательный                          |                     |               |                 |      |

## Познавательные каналы
Этот канал распространяется по всей территории Казахстана.
| Название | Учредитель     | Место нахождения | Тематика       | Языки вещания      | Время вещания | Онлайн- вещание              | Сайт       |
| -------- | -------------- | ---------------- | -------------- | ------------------ | ------------- | ---------------------------- | ---------- |
| Turan TV | ТОО "Тұран ТВ" | Алматы           | познавательный | казахский, русский | 24/7          | https://turantv.kz/live.html | turantv.kz |

## Каналы, распространяемые за пределами страны
Эти каналы предназначены или адаптированы для вещания за рубежом.
| Название                | Учредитель                      | Место нахождения | Тематика                                    | Языки вещания                                                   | Время вещания | Онлайн- вещание | Сайт |
| ----------------------- | ------------------------------- | ---------------- | ------------------------------------------- | --------------------------------------------------------------- | ------------- | --------------- | ---- |
| Qazaqstan International | АО «РТРК „Казахстан“»           | Астана           | универсальный                               | казахский,                                                      | 24/7          |                 | есть |
| Balapan International   | АО «РТРК „Казахстан“»           | Астана           | детский                                     | казахский                                                       |               |                 | есть |
| CNL                     | Церковь «Новая жизнь»           | США              | христианский религиозно-просветительский    | русский, украинский                                             | 24/7          |                 | есть |
| Silk Way (Jibek Joly)   | РГП на ПХВ «ТРК Президента РК»  | Астана           | информационный, познавательный (иновещание) | казахский, русский, английский, кыргызский, узбекский, турецкий | 24/7          | ,               | есть |
| Сетанта Спорт           | ТОО «Эра-ТВ» и «Setanta Sports» | Тбилиси (Грузия) | спортивный                                  | русский, английский                                             |               |                 |      |

## Казахстанская версия зарубежных каналов
Владельцы материнских каналов имеют долю в этих каналах и предоставляют контент материнского канала или обеспечивают адаптацию своего контента для казахстанской аудитории.
| Название                                  | Учредитель                                                                   | Место нахождения | Материнский канал | Тематика        | Языки вещания       | Время вещания | Онлайн- вещание | Сайт |
| ----------------------------------------- | ---------------------------------------------------------------------------- | ---------------- | ----------------- | --------------- | ------------------- | ------------- | --------------- | ---- |
| Мир                                       | НФ ЗАО МТРК «Мир» в РК                                                       | Астана, Москва   | Мир               | универсальный   | русский             | 24/7          | ,               | есть |
| Мир 24                                    | НФ ЗАО МТРК «Мир» в РК                                                       | Астана, Москва   | Мир               | информационный  | русский             | 24/7          |                 |      |
| Первый канал Евразия                      | ТОО «Евразия+ОРТ», ТОО «Агентство телевизионных новостей», АО «Первый канал» | Астана           | Первый канал      | универсальный   | казахский, русский  | 23/7          |                 | есть |
| РТР-Планета                               | ВГТРК                                                                        | Москва           | Россия-1          | универсальный   | русский             | 24/7          |                 | есть |
| Первый канал СНГ                          | АО «Первый канал»                                                            | Москва           | Первый канал      | универсальный   | русский             | 24/7          |                 | есть |
| НТВ-Мир                                   | ОАО «Телекомпания НТВ», АО «Газпром-медиа»                                   | Москва           | НТВ               | универсальный   | русский             | 24/7          |                 | есть |
| Камеди Казахстан (ТНТ-Казахстан)          | АО «ТНТ-Телесеть», АО «Газпром-медиа»                                        | Москва           | ТНТ               | развлекательный | русский, казахский  | 24/7          |                 | есть |
| Большая Пятница (Пятница! International)  | ООО «Телекомпания "Пятница!"», АО «Газпром-медиа»                            | Москва           | Пятница!          | развлекательный | русский, казахский  | 24/7          |                 | есть |
| Сетанта Спорт                             | ТОО «Эра-ТВ» и «Setanta Sports»                                              | Тбилиси          | Sensata Sports    | спортивный      | русский, английский |               |                 |      |
| Домашний Очаг (Домашний! International)   | ООО «СТС Медиа»                                                              | Москва           | Домашний          | развлекательный | русский, казахский  | 24/7          |                 | есть |
| Развлекательное ТВ (REN-TV International) | АО «НМГ»                                                                     | Москва           | РЕН ТВ            | развлекательный | русский, казахский  | 24/7          |                 | есть |
| Семейный Теле Сигнал (СТС International)  | ООО «СТС Медиа»                                                              | Москва           | СТС               | развлекательный | русский, казахский  | 24/7          | есть            |      |

## Каналы, прекратившие вещание
Эти каналы изменили название, тематику или прекратили вещание по другим причинам. (Данный список неполон и не охватывает всех существовавших каналов.)
| Название            | Учредитель                                    | Место нахождения | Тематика                                 | Языки вещания                              | Время существования            | Заменён на            |
| ------------------- | --------------------------------------------- | ---------------- | ---------------------------------------- | ------------------------------------------ | ------------------------------ | --------------------- |
| ТАН                 |                                               | Алматы           | информационный, развлекательный          |                                            | 1991-2021                      |                       |
| 5 канал             | МП «5 канал»                                  | Атырау           | информационный, развлекательный          |                                            | 1991—95                        | Қазақстан-Атырау      |
| 7 Kazakhstan        | ТОО «Эра-ТВ»                                  | Астана           | информационный                           |                                            | 2010—16                        | ID Fashion Kazakhstan |
| 7 NEWS              | ТОО «Эра-ТВ»                                  | Астана           | информационный                           |                                            |                                | 7 Kazakhstan          |
| Asyl Arna           | ТОО «„Асыл арна“ студиясы», ДУМ Казахстана    | Алматы, Астана   | исламский религиозно-просветительский    | казахский, русский                         | 2009—2021 год                  | Talim TV              |
| Jastar              |                                               | Алматы           | молодёжный                               | казахский, русский                         |                                |                       |
| Адал                | ТОО «Адал ТВ»                                 | Атырау           | информационный, развлекательный          |                                            | 1998—2002                      | 31 канал              |
| Азия+               | «Астана-Шоу»                                  | Астана           | музыкальный                              | казахский                                  |                                | -                     |
| Алатау              | Министерство печати и массовой информации РК  | Алматы           | информационный, развлекательный          | казахский, русский                         | 1984—1999                      | -                     |
| Алма-Ата            | Акимат города Алматы                          | Алматы           | информационный, развлекательный          | казахский, русский                         | 1993— ?                        | -                     |
| АРТ                 | ТОО «Компания „TV-арт“»                       | Караганды        | информационный, развлекательный          |                                            | 2002—09                        | Новое Телевидение     |
| Білім               | АО «Агентство „Хабар“»                        | Астана           | образовательный                          | казахский, русский, английский             | 2012—14                        | Білім және Мәдениет   |
| Білім және Мәдениет | АО «РТРК „Казахстан“», АО «Агентство „Хабар“» | Астана           | культурно-просветительский               | казахский                                  | 2014—16                        | Kazakh TV             |
| Ел Арна             | АО «Агентство „Хабар“»                        | Астана           | молодёжно-развлекательный                | казахский, русский                         | 2000—14                        | 24KZ                  |
| К+                  | Бахытжан Кетебаев                             |                  | информационный                           | казахский, русский, английский, киргизский | 2005—13                        | 16/12                 |
| Кептер ТВ           |                                               | Алматы           | информационный, развлекательный          |                                            | 2009—11                        | -                     |
| Мәдениет            | АО «РТРК „Казахстан“»                         | Астана           | культурно-просветительский               | казахский                                  | 2011—14                        | Білім және Мәдениет   |
| Рупор ТВ            | Астанайская и Алма-Атинская епархия РПЦ       | Алматы           | христианский религиозно-просветительский | русский                                    | 2008                           | -                     |
| Семейный канал      |                                               | Алматы           |                                          |                                            | ?—96                           | -                     |
| Таң                 | ТОО «ТРК „ТАН“»                               | Алматы           | информационный                           | казахский, русский                         | 1990 год—2015 год              | ON TV                 |
| ON TV               | ТОО «ТРК „ТАН“»                               | Алматы           | информационный, развлекательный          | казахский, русский                         | 2015 год—2017 год              | ON!Пятница            |
| ON!Пятница          | ТОО «ТРК „ТАН“»                               | Алматы           | информационный, развлекательный          | казахский, русский                         | 2017 год—2018 год              | TAN                   |
| Тотем               |                                               | Алматы           | универсальный                            |                                            | 94—97                          | -                     |
| ТВ М                |                                               | Алматы           |                                          |                                            | ?—96                           | -                     |
| Хабар-2             | ГКП «НТИА „Хабар“»                            | Алматы           | универсальный                            |                                            | 2000—02                        | Ел Арна               |
| Эра-ТВ              | ТОО «Эра-ТВ»                                  | Астана           | универсальный                            |                                            | 2004—09                        | Седьмой канал         |
| KZ Sport 1          | ТОО «Sport Media Central Asia»                | Алматы           | спортивный                               | казахский, русский                         | 2008—13                        | -                     |
| Tamasha TV          | Телерадиокорпорация «Казахстан»               | Астана           | развлекательный                          | казахский                                  | 1 сентября 2018 — 27 июля 2020 | JTV                   |
| TAN                 | ТОО «ТРК „ТАН“»                               | Алматы           | информационный, развлекательный          | казахский, русский                         | 2020 год—2021 год              |                       |
| СТВ                 | НТ «ТОО Рахат-ТВ»                             | Алматы           | информационный, развлекательный          | казахский, русский                         | 1995 год—2022 год              |                       |
| InSport             | ТОО «PLAY TV»                                 | Астана           | спортивный                               | казахский, русский                         | 2020 год—2025 год              |                       |
| InHockey            | ТОО «PLAY TV»                                 | Астана           | спортивный                               | казахский, русский                         | 2020 год—2025 год              |                       |
| InTennis            | ТОО «PLAY TV»                                 | Астана           | спортивный                               | казахский, русский                         | 2020 год—2025 год              |                       |
| Gakku TV            | ТОО «Gakku Media»                             | Алматы           | музыкальный                              | казахский, русский                         | 2014 год—2025 год              |                       |
| EL ARNA             | АО «Агентство „Хабар“»                        | Астана           | фильмовый                                | казахский, русский                         | 2017 год—2025 год              | Хабар                 |